# Пярну (станция)
Пя́рну (эст. Pärnu raudteejaam) — бывшая железнодорожная станция в городе Пярну, до конца 2013 года служила конечной остановкой на линии Таллин — Пярну. Находилась на расстоянии около 141,4 км от Балтийского вокзала.
По состоянию на 2013 год, на станции Пярну был низкий перрон и один путь. До 2012 года на станции был вокзал. На станции останавливались пассажирские поезда, курсирующие между Таллином и Пярну. Из Таллина на станцию Пярну поезд шёл 2 часа 35 минут. 
В 2014 году станция закрыта, здание вокзала было снесено ещё в 2012 году.